# Songbird (software)
Songbird é um aplicativo para computadores caracterizado como tocador de mídia, cujo código se encontra publicado segundo uma licença livre (free software) e que atualmente se encontra em versão beta. O Songbird é uma combinação entre tocador de mídia, jukebox digital e navegador de internet. Foi criado com o intuito de constituir-se como uma alternativa livre aos tocadores de licença proprietária, principalmente ao iTunes.
É construído na plataforma Mozilla XULRunner, o que o torna disponível para Windows, Mac OS e Linux com poucas modificações. Utiliza o plugin VLC para reprodução de mídia (exceto para Linux, onde é utilizado GStreamer em substituição do VLC) e SQLite como motor para construção das listas de reprodução. O motor de layout é o Gecko, da Mozilla.
A primeira versão estável (0.1) apelidada de "Hilda" foi disponibilizada em 8 de fevereiro de 2006.
O Songbird também é conhecido[carece de fontes?] por ser um dos candidatos a software mais parecido do famoso aplicativo Amarok a ter versão para Microsoft Windows. O Amarok é um aplicativo de execução e organização de mídia bastante usado na plataforma KDE.

## Recursos
- Disponível para diversas plataformas.
- Reproduz MP3, AAC, Ogg Vorbis, FLAC e WMA.
- Interface modificável por skins.
- Detecção automática de arquivos de áudio armazenados nas páginas visitadas.
- Agregador de feeds RSS com download de arquivos MP3.
- Favoritos criados pelo usuário.
- Possibilidade de "varrer" o computador, ou parte dele, a procura de arquivos de música.
- Interface gráfica do usuário facilmente configurável.
- Redução de interface para modo mini, com poucos botões.
- Atalhos acessíveis por teclado (teclas de atalho).
- Atualização automática para novas versões.
- Múltiplos idiomas.
- Adição de recursos por meio de extensões.
- Integração à loja virtual eMusic através de um plugin de integração.
- Integração ao Last.fm através de plugin audioscrobbler pré-instalado.

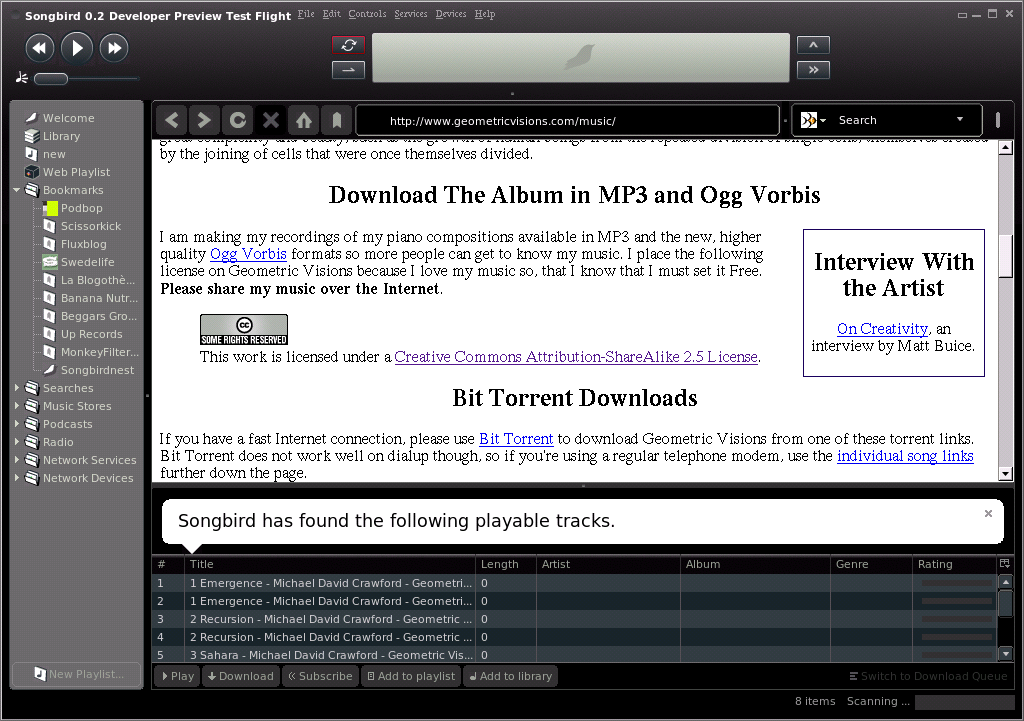
Recurso de detecção automática de arquivos de áudio em uma página

### Extensões
Assim como seu navegador-base Firefox, o Songbird também permite o uso de extensões para potencializar seus recursos. O site oficial traz uma página com todas as extensões disponíveis. Entre elas estão o iTunes Importer, que importa bibliotecas e músicas do iTunes e o Wikipédia Artist Display, que exibe em uma pequena janela pop-up a página na Wikipédia anglófona do artista que interpreta a música executada atualmente.

### Mudança de visual por skins
A versão 0.2 vem com três opções de visual: Rubberducky, interface padrão, escura com cores preto e cinza parecida com a do iTunes; Dove, interface idêntica à Rubberducky, porém absolutamente branca; Classic, interface simples que utiliza botões e quadros correspondentes aos padrões do sistema operacional utilizado. Também é possível encontrar para download na Internet outros skins (entretanto, skin, no Songbird, tem o nome de feather).